# 구즈하촌
구즈하촌(일본어: 樟葉村)은 일본 오사카부 기타카와치군에 있던 촌이다.  현재 히라카타시의 북쪽 끝, 게이한 본선 구즈하역 부근에 해당한다.

## 역사
- 1889년 4월 1일 - 정촌제 시행에 의해 맛타군 구즈하촌이 성립하였다.
- 1896년 4월 1일 - 군 통합에 의해 기타카와치군이 성립하였다.
- 1938년 11월 3일 - 히라카타정, 도노야마정, 야마다촌, 사다촌, 가와고에촌과 합병해, 새로운 히라카타정이 성립하여, 동일 구즈하촌은 폐지되었다.

## 교통

### 철도
- 게이한 전기 철도
  - 게이한 본선

1910년 4월 15일, 게이한전철 게이한본선 구즈하역 개통. 현재 위치보다 300m 교토 쪽에 있었다.

### 도로
- 교 가도

## 참고문헌
- 가도카와 일본 지명 대사전 27 大阪府